# 말리캅카스산맥
말리캅카스산맥(러시아어: Малый Кавказ, 아르메니아어: Փոքր Կովկաս', 아제르바이잔어: Kiçik Qafqaz Dağları, 조지아어: მცირე კავკასიონი) 또는 소캅카스산맥(영어: Lesser Caucasus 또는 Caucasus Minor)은 길이 약 1,200 km (746 mi)의 볼쇼이캅카스산맥(대캅카스산맥)과 함께 캅카스산맥에 속한 두 산맥 중의 하나로 길이는 약 600 km(373 mi)이다.
말리캅카스산맥은 볼쇼이캅카스산맥으로부터 남쪽으로 약 100 km(60 mi) 떨어진 곳에서 볼쇼이캅카스산맥과 나란히 뻗어 있다. 말리캅카스산맥은 아르메니아고원의 북부 및 북동부의 경계를 이룬다.
말리캅카스산맥은 리크산맥(수람산맥이라고 한다)을 통해 볼쇼이캅카스산맥과 연결되어 있으며, 서쪽 저지대인 콜키스와 쿠라강에 의해 형성된 동쪽 저지대인 쿠라 저지대에 의해 볼쇼이캅카스산맥과 분리된다.
말리캅카스산맥의 최고봉은 4090m(13,419 ft)의 아라가츠산이다. 한편, 볼쇼이캅카스산맥의 최고봉은 5,642 m(18,510 ft)의 엘브루스산이다.
조지아, 아르메니아, 아제르바이잔, 이란의 국경이 말리캅카스산맥에 걸쳐 있다. 그러나 말리캅카스산맥의 산마루가 이 나라들의 국경선을 이루고 있는 것은 아니다.

## 같이 보기
- 노아의 방주